# Zygmunt Ziober
Zygmunt Ziober (Przemyśl, 1956. október 20. – 2025. július 20.) lengyel nemzetközi labdarúgó-játékvezető. 	

## Pályafutása
Hazája legfelső szintű labdarúgó-bajnokságának játékvezetője lett. Az aktív nemzeti játékvezetéstől 2002-ben vonult vissza. Az abszolút csúcstartó Tomasz Mikulski mögött az 5. legtöbb I. Ligás mérkőzést vezette Első ligás mérkőzéseinek száma: 173.
A Lengyel labdarúgó-szövetség Játékvezető Bizottsága (JB) 1994-ben terjesztette fel nemzetközi játékvezetőnek, a Nemzetközi Labdarúgó-szövetség (FIFA) bíróinak keretébe. Több nemzetek közötti válogatott és klubmérkőzést vezetett. A lengyel nemzetközi játékvezetők rangsorában, a világbajnokság-Európa-bajnokság sorrendjében többedmagával a 20. helyet foglalja el 1 találkozó szolgálatával. Az aktív nemzetközi játékvezetéstől 1997-ben búcsúzott. Válogatott mérkőzéseinek száma: 2.
Az európai-labdarúgó torna döntőjéhez vezető úton Angliába a X., az 1996-os labdarúgó-Európa-bajnokságra az UEFA JB játékvezetőként foglalkoztatta.
| Időpont          | Helyszín                             | Mérkőzés típusa           | Mérkőzés            | Eredmény | Nézők száma |
| ---------------- | ------------------------------------ | ------------------------- | ------------------- | -------- | ----------- |
| 1995. október 8. | Ulrich-Haberland Stadion, Leverkusen | előselejtező (7. csoport) | Németország–Moldova | 6 : 1    | 18 400      |

Kupagyőztesek Európa-kupája
| Időpont             | Helyszín            | Mérkőzés típusa | Mérkőzés                                     | Eredmény |
| ------------------- | ------------------- | --------------- | -------------------------------------------- | -------- |
| 1995. augusztus 10. | Városi Stadion, Vác | selejtező       | Vác FC Samsung–FK Sileks Kratovo (Macedónia) | 1 : 1    |